# Olios nigristernis
Olios nigristernis är en spindelart som först beskrevs av Simon 1880.  Olios nigristernis ingår i släktet Olios och familjen jättekrabbspindlar. Inga underarter finns listade i Catalogue of Life.